# モスバーグ ブラウニー
モスバーグ ブラウニー（英: Mossberg Brownie）とは、.22ロングライフル弾を用いる4銃身の拳銃である。ペッパーボックスピストルやデリンジャーとの類似性があり、1920年から1932年にかけてO・F・モスバーグ&サンズ社で生産された。ブラウニーは、Shattuck Companyが特許取得し、より早期に出現した拳銃を基礎としている。オスカー・モスバーグはこの会社に所属していた。

## 設計
この拳銃はダブルアクションで作動するトリガーと回転式の撃針を備える。トリガーを引いて撃鉄を解放するたび、連続して各薬室を発火させるために撃針も回転させられる。銃身部分を前方へ開くには、頂部に設けられたラッチによって開放できる。使用済みの薬莢を抜き出すため、モスバーグ社は曲げた板金を付属させた。
1986年から1987年、アドバンテージアームズ社ではブラウニーに多数の装備を付けたモデル422を製造した。アドバンテージアームズでは、.22ウインチェスター・マグナム・リムファイア弾を装填できるタイプや、エキストラクターを内蔵したモデルも設計している。
コブライ社では「ポケット・パル」と呼ばれる風変わりな回転式拳銃を製造した。これはブラウニー同様の中折れ機構、レイアウト、撃発システムを装備した。コブライはこれに加え、ユニークな2銃身と2口径システムを組み合わせている。ジグザグな構造の回転弾倉が2個付属しており、1個は.22LR弾を、もう1個は.380ACP弾を装填する。どちらの弾倉をはめ込むかにもよるが、下部の.22口径銃身の射撃と、上部の.380口径銃身を射撃するにあたっては同じ撃鉄を用いる。